# Théodore Nouwens
Théodore Nouwens (auch Theodoor Nouwens; * 17. Februar 1908 in Mechelen; † 21. Dezember 1974) war ein belgischer Fußballspieler.

## Karriere
Nouwens verbrachte seine gesamte Spielerkarriere von 1923 bis 1942 beim KRC Mechelen. 
Zwischen 1928 und 1933 bestritt er 23 Länderspiele für die belgische Nationalmannschaft, in denen er ohne Torerfolg blieb. Anlässlich der ersten Weltmeisterschaft 1930 in Uruguay wurde er in den belgischen Kader berufen. Belgien verlor die Gruppenspiele gegen die Vereinigten Staaten mit 0:3 und Paraguay mit 0:1. Nouwens stand in beiden Partien in der Startaufstellung.